# Ярость ангелов
«Ярость ангелов» (англ. Rage Of Angels) — американский художественный телефильм 1983 года, мелодрама, снятая режиссёром Баззом Куликом. Экранизация одноимённого произведения Сидни Шелдона. В 1986 году снят сиквел «Ярость ангелов 2».
Этот фильм также известен под названием «Гнев ангелов».

## Сюжет
В фильме рассказывается о молодой женщине-адвокате Дженнифер Паркер. Сюжет крутится вокруг её карьеры как адвоката и личной жизни. Дженнифер любит уже женатого политика Адама Уорнера. Также у неё появляются и отношения с гангстером-мафиозо Майклом Моретти

## В ролях
- Арманд Ассанте — Майкл Моретти
- Жаклин Смит — Дженнифер Паркер
- Кен Ховард — Адам Уорнер
- Кевин Конуэй — Кен Бейли
- Рональд Хантер — прокурор Роберт Ди Сильва